# Clarksville (Arkansas)
Clarksville is een plaats (city) in de Amerikaanse staat Arkansas, en valt bestuurlijk gezien onder Johnson County.

## Demografie
Bij de volkstelling in 2000 werd het aantal inwoners vastgesteld op 7719. In 2006 is het aantal inwoners door het United States Census Bureau geschat op 8446, een stijging van 727 (9,4%).

## Geografie
Volgens het United States Census Bureau beslaat de plaats een oppervlakte van 48,6 km², waarvan 46,6 km² land en 2,0 km² water. Clarksville ligt op ongeveer 113 m boven zeeniveau.

## Plaatsen in de nabije omgeving
De onderstaande figuur toont nabijgelegen plaatsen in een straal van 24 km rond Clarksville.